# Santo António da Serra (Santa Cruz)
Santo António da Serra is een plaats (freguesia) in de gemeente Santa Cruz op het Portugese eiland Madeira en telt 982 inwoners (2001).